# Júlia Paes
Júlia Paes (São Paulo; 22 de mayo de 1986), nombre artístico de Gislaine Fernandes de Leme Sousa, es una ex actriz pornográfica y modelo erótica, actriz y cantante brasileña.
Llamó la atención de los medios brasileños debido a su relación sentimental con Thammy Miranda, el hijo transexual de la cantante Gretchen.
Gislaine siempre soñó con llamarse Júlia Paes, en referencia a la actriz Juliana Paes. En 2006, fue invitada por un sitio web de ensayos sensuales a posar semidesnuda, por lo que “para preservar a su familia”, Júlia Paes se convirtió en su nombre artístico. También usó el nombre "Michelle Alves" como su nombre artístico en una presentación en el programa A Noite é Uma Criança en Rede Bandeirantes y en otra muestra para el sitio web "Virgula Girl".

## Carrera
Nacida en el barrio de Aclimação de la ciudad de São Paulo, comenzó su carrera artística a los 12 años como modelo fotográfica. Representó a São Paulo y fue una de las finalistas del concurso adolescente de "Miss Brasil Ecología" ya los 20 años era asistente de escena en el programa Boa Noite Brasil.
En 2007, hizo una entrevista para una revista con Thammy Miranda, su novia en ese momento. Recibió invitaciones de varias productoras para actuar en películas para adultos. Ella aceptó la propuesta y en los años siguientes rodaría películas para adultos, haciéndose bastante reconocida en la industria carioca. Debutando con 21 años, extendió su carrera hasta 2010, retirándose con 21 películas rodadas para estudios como Brasileirinhas, Sexxy, Legend Video o Latin Love Pictures.
También fue elegida en 2008 por el periódico A Folha do Motorista como "Reina de los taxistas" y coronada como tal por el gobernador de São Paulo, Geraldo Alckmin.
Ha desfilado en la Escola de Samba Praiana de Porto Alegre. En junio de 2008, informó que adicionó para integrarse al programa de comedia Zorra Total de TV Globo.
Fue portada de la revista Sexy Premium en diciembre de 2008.
En 2009, Júlia comenzó su carrera musical como cantante principal del grupo Sexy Dolls, junto a Carol Miranda y Sabrina Boing Boing. Inspirado por el grupo musical estadounidense Pussycat Dolls, el trío lanzó videos musicales a través de Internet y también actuó en campañas publicitarias. Júlia posó desnuda con sus compañeras de grupo en la edición de junio de 2009 de la Revista Sexy. A finales de 2009, Júlia dejó el grupo, motivada por el deseo de desarrollar otros proyectos y con dudas sobre el rumbo que estaba tomando el mismo.
También ha destacado en el género del forró, lanzando dos discos, en 2010 y 2011, ambos a finales de cada año. En 2015 se lanzó a probar suerte como cantante de funk,, bajo el seudónimo de MC Cristal.

## Vida personal
Abiertamente bisexual, Júlia tuvo una relación conflictiva con Thammy, con quien terminó y retomó la relación varias veces. Los dos pusieron fin a su relación en 2008. Tras hacerse evangélica y dejar definitivamente la industria pornográfica, en 2010 se casó en una ceremonia evangélica con el empresario Gabriel Ribeiro, con quien tuvo una hija llamada Gabriely. Julia tiene dos hijos de otro matrimonio (Kevin Augusto y David Rian) y comparte la custodia de los mismos con su padre.